# Ben Ami
Ben-Ami era filho da filha mais nova de Ló, pai dos filhos de Amom. Fruto de uma gravidez incestuosa entre pai e filha. Deu origem aos amonitas.